# Episodi de Il commissario Lanz (dodicesima stagione)
La dodicesima stagione della serie televisiva Il commissario Lanz è stata trasmessa in prima visione in Svizzera su SRF 1 dal 19 ottobre 2021 al 28 dicembre 2021 e in Germania su ZDF. 
In Italia, la serie è inedita.
| n° | Titolo originale  | Titolo italiano | Prima TV Svizzera | Prima TV Italia |
| -- | ----------------- | --------------- | ----------------- | --------------- |
| 1  | Trugbild          |                 | 19 ottobre 2021   |                 |
| 2  | Murnau            |                 | 26 ottobre 2021   |                 |
| 3  | Frage der Moral   |                 | 2 novembre 2021   |                 |
| 4  | Deadline          |                 | 9 novembre 2021   |                 |
| 5  | Söhne             |                 | 16 novembre 2021  |                 |
| 6  | Nebenwirkungen    |                 | 23 novembre 2021  |                 |
| 7  | Der Wolf          |                 | 30 novembre 2021  |                 |
| 8  | Böhmers Geheimnis |                 | 7 dicembre 2021   |                 |
| 9  | Spender 5634      |                 | 28 dicembre 2021  |                 |